# 昆古爾
57°24′N 57°2′E / 57.400°N 57.033°E
昆古爾（俄语：Кунгу́р）是俄羅斯彼爾姆邊疆區東南部的一個城市，位於瑟爾瓦河畔。2002年人口68,493人。
1663年建城，1781年設市。